# La Collada (de Morrano)
La Collada és un coll que es troba en el terme municipal de la Vall de Boí, a la comarca de l'Alta Ribagorça, i dins del Parc Nacional d'Aigüestortes i Estany de Sant Maurici.

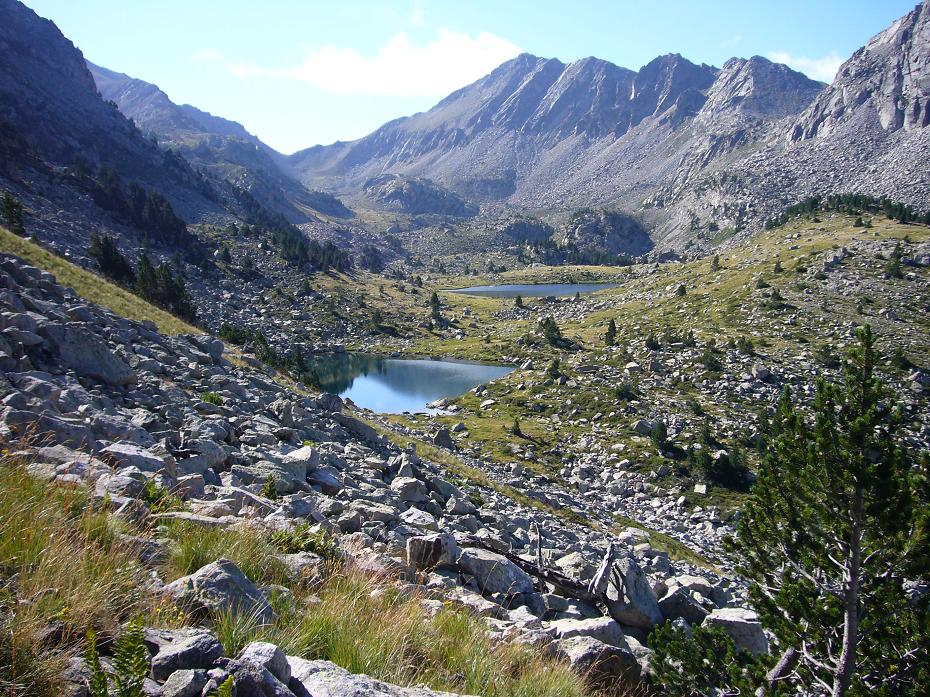
Vall de Dellui: els Estanyets de Dellui a primer pla, la Collada de Dellui al fons, el de Dellui és el pic més alt, i la Collada a l'extrem dret.

El coll està situat a 2.490,3 metres d'alçada, al sud-est de la Pala de Morrano i al nord-oest del Pic de Dellui; comunica les valls de Morrano (SO) i de Dellui (NE).
A pocs metres direcció sud-oest, en un replà, es troba l'Estany de la Collada. En sentit contrari, cap al nord-est, 150 metres per sota del coll, descansa l'Estany de Dellui.

## Rutes[2]
Dues són les opcions principals:
- Sortint del Planell d'Aigüestortes direcció sud-est, el camí travessa el Pletiu de Davall de Morrano i remunta el fort pendent fins a trobar el Pletiu de Damont de Morrano. Després la ruta s'enfila, també per forta pendent, per la Pala de Morrano, fins a trobar l'Estany de la Collada i el coll.
- Sortint des del Refugi d'Estany Llong, agafant el camí de la Vall de les Corticelles, per prendre després la variant de la Vall de Dellui fins a l'Estany de Dellui i enfilar-se al, on trobarem també trobarem l'Estany de la Collada.